# Мирошниченко, Виктор Николаевич
Ви́ктор Никола́евич Мирошниче́нко  (укр. Віктор Миколайович Мірошниченко; 15 апреля 1937 — 23 ноября 1987, Киев) — советский актёр театра и кино. Народный артист Украинской ССР (1984).

## Биография
Родился Виктор Николаевич 15 апреля 1937 года в селе Нечаянное,Одесская область,Украинской ССР.
На западной окраине Николаевского (когда-то Варваровского) района на автодороге Николаев-Одесса раскинулось старинное село Нечаянное. Основал его участник знаменитого штурма Очакова 6 декабря 1788 года, после штурма ставший полковником и командиром Херсонского полка, дослуживший в Русской императорской армии до генерал-лейтенанта, Фёдор Фёдорович Козлов, заселив своими крепостными из Тульской и Рязанской губерний земли, дарованные ему императрицей Екатериной II, в дикой степи над речкой Березанкой. Позже здесь селились беглецы из северных и центральных губерний Украины — запорожские казаки.
Из поколения в поколение жил в селе род Мирошниченко. Представители этой фамилии принимали участие в войнах и революциях. В русско-японской войне участвовал дед будущего артиста Виктора Мирошниченко, на фронтах первой и гражданской его отец Николай, и в годы гражданской войны, а дядя командовал разведотрядом в кавалерийском дивизионе Одесского губвоенкомата.
Его отец Николай Тихонович Мирошниченко пропал без вести в 1944 году. Мама, Елена Павловна осталась одна с тремя малолетними детьми на руках. Ей пришлось самой поднимать их, выводить в люди. Старшая дочь Зинаида стала учительницей, младший сын Николай — партийным и хозяйственным работником. А вот среднему — Виктору выпала доля стать артистом.
С раннего возраста у парня проявились способности к рисованию, мама повезла его в Одессу, где он стал студентом художественно-театрального училища, а после его окончания в 1956 году был призван в армию. Служил в авиационных частях авиамехаником. В армии работал на целине и был награждён медалью «За освоение целинных земель». Опыт армейской службы впоследствии пригодился ему в актёрской работе.
Во время службы формируется его характер. Как потом вспоминал сам Виктор, в этом ему помог старшина Ботин. Уже потом, снимаясь в кинофильме «Аты-баты, шли солдаты» в роли старшины Гарбузенко, он наделил его многими чертами своего армейского старшины Ботина.
По окончании службы Мирошниченко окончил Киевский институт театрального искусства имени Карпенко-Карого в 1964 году и был направлен в Мариупольский театр, а потом работал в Черниговском театре.
Первый раз приглашение сниматься в кино получил ещё студентом. Это был кинофильм «Юнга со шхуны „Колумб“» режиссёра Евгения Шерстобитова. Там в 1963 году Виктор исполнил роль Левка. Аналогичной будет и роль Степана — доброго, бескорыстного персонажа из киноленты «Наш честный хлеб» режиссёра Александра Муратова. Свои первые роли он сыграл так искренне и душевно, что сразу же привлек к себе внимание зрителей.
Со временем приходил опыт. Большую помощь Виктору оказал народный артист СССР Дмитрий Милютенко. И, пожалуй, он первым сказал о молодом парне: «Очень способный актёр!»
На талантливого молодого артиста посыпались предложения сниматься в кинофильмах. И он снимается. Сколько их было этих картин: «Анечка», «Явдоха Павловна», «На Киевском направлении», «Тяжёлый колос», «Будни уголовного розыска», «3ахар Беркут», «Щедрый вечер», «Это было в Межигорье», «Багряные берега», «Подпольный обком действует», «Высокий перевал», «Тачанка с юга» и масса других!
Тем временем актёра приглашают на съёмки в Чувашию на роль в фильме «Сеспель», за которую в 1971 году Виктору Мирошниченко было присвоено звание «Заслуженный артист Чувашской АССР». На Свердловской киностудии он снимается в «Сыне полка», в Белоруссии — в «Деле для настоящих мужчин», в Киргизии — в «Волчьей яме», а на «Мосфильме» — в киноленте «Дважды рождённый».
В большинстве фильмов он — в военной форме, в солдатских гимнастерках и офицерских кителях играет роли воинов Советской Армии, патриотов, защитников Отчизны. Он сердцем тянулся к таким ролям, утверждая проявление героизма и связь поколений. Но были и роли рецидивистов («Волчья яма», «Гонки по вертикали»), но и в этих картинах он играет столь убедительно, что только диву даешься такому проникновению в дебри души преступников. Вероятно, помогла учеба в Одессе-маме, где криминальный мир со времен Мишки Япончика и Соньки Золотой ручки был окутан эдаким бандитским романтизмом. А прирожденная наблюдательность Виктора во многом помогала ему вжиться в такие разносторонние роли.
Но, пожалуй, главной в его жизни стала роль командира авиационного истребительного полка гвардии майора Ермакова. По воспоминаниям Леонида Быкова, как-то к нему подошел Виктор Мирошниченко и попросил взять его на роль механика, ведь в армии он служил авиамехаником, да и отец погиб, как быковские «желторотики», даже память об отце всегда при нём — и показал отцовский портсигар. Тогда Быков ответил: «Я возьму тебя на роль комполка Ермакова». «Да ну», — застеснялся актёр. «А ты, Витя, не волнуйся. Раскрепостись и давай со своим театральным черниговским!»
И повел он в бой своих «стариков». Да ещё как! Сыграл несуетливого, хозяйственного человека — командира полка. Сыграл так, что его Ермаков не потерялся и поныне, зритель и сегодня не может себе представить на месте Мирошниченко-Ермакова другого актёра… пусть даже с мягким украинским акцентом.
На работе Виктор Мирошниченко «горел», что сказалось на состоянии здоровья. Смерть рано забрала этого талантливого артиста, разом оборвав все творческие планы.
Ушёл из жизни 20 ноября 1987 года в Киеве. Похоронен на Берковецком кладбище рядом с матерью.

## Роли в кино
- 1988 — Земляки — эпизод
- 1988 — Благородный разбойник Владимир Дубровский — Харитон
- 1988 — Грешник — мастер на заводе
- 1987 — Случай из газетной практики — эпизод
- 1987 — Государственная граница. Фильм 6. За порогом победы — Калюжный
- 1986 — Мост через жизнь — член бюро
- 1986 — К расследованию приступить. Фильм 1. Версия — Михаил Михайлович
- 1985 — Переступить черту  — эпизод
- 1985 — Осенние утренники — Дядько
- 1985 — Батальоны просят огня — начальник артиллерии дивизии
- 1984 — Благие намерения — Глушко, участковый
- 1983 — Три гильзы от английского карабина — Лазебник
- 1983 — Обвинение — Михайлюк
- 1983 — Комбаты — эпизод
- 1983 — Климко — дядька на подводе
- 1983 — Дважды рождённый — раненый
- 1983 — Волчья яма — Хрипатый
- 1982 ― Казнить не представляется возможным
- 1982 — Женские радости и печали — начальник школы, капитан 2-го ранга
- 1982 — Преодоление  — Знакомый Фадеича
- 1982 — Ещё до войны — Амос Лукьянович Трифонов, отец Анатолия
- 1982 — Гонки по вертикали — таксист Бакума
- 1982 — Высокий перевал — Чалый
- 1981 — Танкодром — Заруба
- 1981 — Сын полка — разведчик ефрейтор Василий Биденко
- 1981 — Право руководить — Кривохиж
- 1981 — Под свист пуль — Божедар, главная роль
- 1981 — Житие святых сестер — Прохор
- 1980 — Ты должен жить — Микола солдат, водитель
- 1980 — Платон мне друг — Иван Чебрец
- 1980 — Жду и надеюсь — Сычужный
- 1980 — Дударики — уполномоченный ЧК
- 1980 — Депутатский час — Чубчиков
- 1980 — Визит в Ковалевку — Любомир Козачина
- 1980 — Алые погоны — старшина Привалов
- 1979 — Расколотое небо — Молочков 2—3 серии
- 1979 — Пробивной человек — председатель горисполкома
- 1979 — Мой генерал — почтальон
- 1979 — Багряные берега — Сарнецкий
- 1978 — Предвещает победу — Горпенко
- 1978 — Подпольный обком действует — Василий Логвинович Капранов 1—4 серии
- 1978 — Неудобный человек  — Олег Павлович, директор завода
- 1978 — Квартет Гварнери — чекист на станции
- 1978 — Любаша — раненый в руку моряк
- 1978 — Дипломаты поневоле — Иван Петрович Верет
- 1977 — Тачанка с юга
- 1977 — Талант — мясник 2-я серия
- 1977 — Ералашный рейс — матрос
- 1976 — Щедрый вечер — Панас
- 1976 — Аты-баты, шли солдаты… — Гарбузенко
- 1975 — Смотреть в глаза…
- 1975 — Это было в Межгорье — Семен Лодыженко
- 1973 — В бой идут одни «старики» — комполка Иван Ермаков
- 1973 — Будни уголовного розыска — Белоус, главная роль
- 1971 — Инспектор уголовного розыска — Белоус, капитан милиции (озвучил актёр Павел Морозенко)
- 1970 — Сеспель — Федор Покрышкин
- 1969 — Тяжёлый колос — Стороженко
- 1969 — Дума о Британке — Мамай, главная роль
- 1968 — Аннычка — староста
- 1967 — На Киевском направлении — Павло Ревенко
- 1965 — Нет неизвестных солдат — Петро Чумак
- 1964 — Наш честный хлеб — Степан «Шестерёнка»
- 1963 — Юнга со шхуны «Колумб» — Левко, главная роль
- 1954 — Тревожная молодость — член банды